# Fulgentius van Ruspe

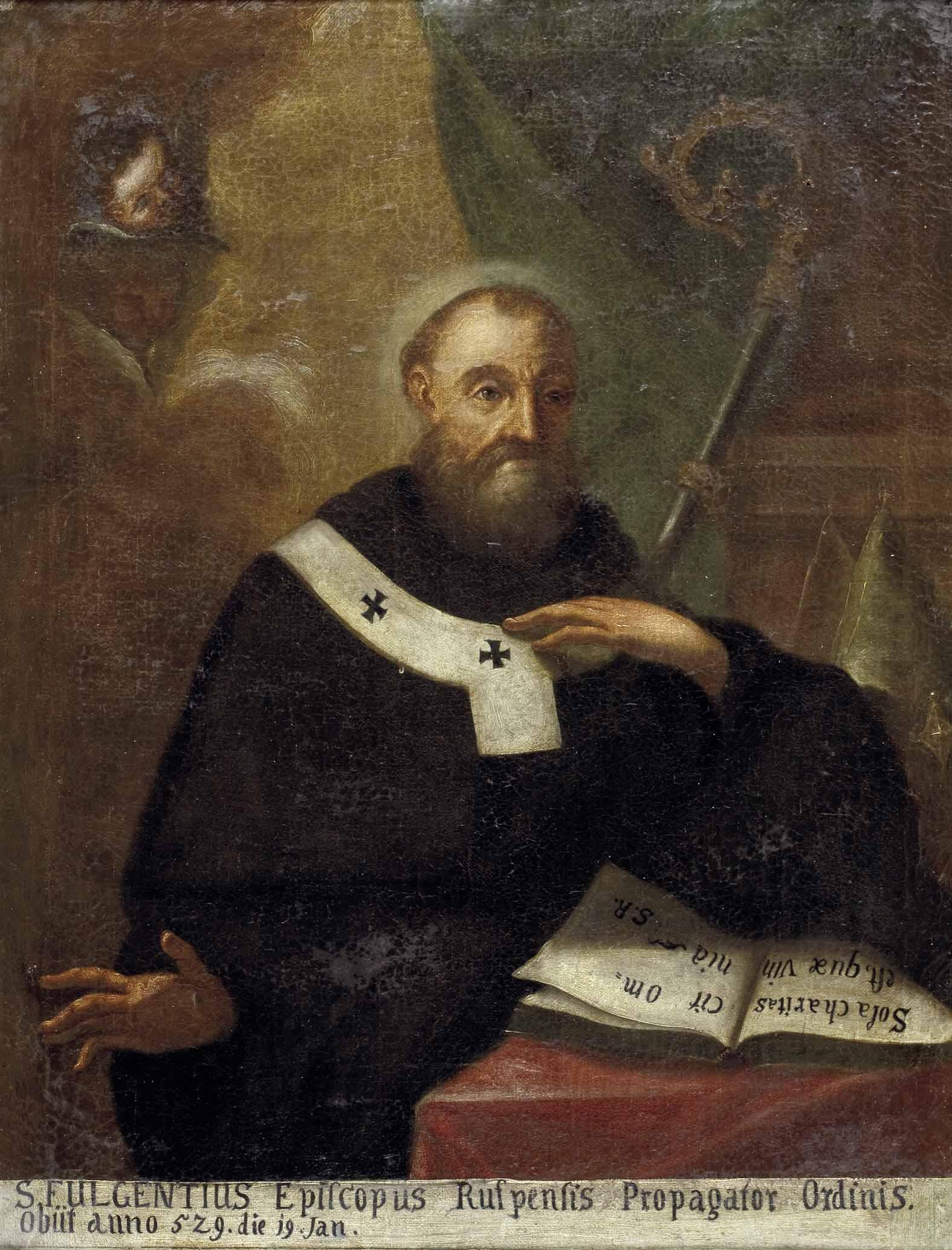
S. Fulgentius Episcopus Rufpensis Propagator Ordinis obiit anno 529 die 19. Jan. (anonieme schilderij uit de 17e eeuw).

De heilige Fulgentius van Ruspe (Carthago, 462 of 467 - 1 januari 533) was een bisschop van de Noord-Afrikaanse stad Ruspe aan het begin van de 6e eeuw. Zijn naamdag wordt gevierd op 1 januari.

## Jeugd
Fulgentius werd in Carthago geboren als Fabius Claudius Gordianus Fulgentius in een familie van senatoriale rang. Na het overlijden van zijn vader voedde zijn moeder hem vroom op en stuurde hem later naar geschoolde leraren, die Fulgentius de toen gebruikelijke wetenschappen leerden. Vanwege zijn prestaties kreeg hij de functie van senior belastinginner in de provincie Byzacena. Maar hij voelde de drang om zich volledig aan God op te dragen. Zijn besluit werd gesterkt na het lezen van een preek van Augustinus van Hippo. Hij was zo ontroerd door de inhoud dat hij zijn ambt neerlegde en zich aan het kloosterleven wijdde.
Hij begaf zich naar bisschop Faustus in Byzacena, die een klooster had gesticht. Daar werd Fulgentius op 23-jarige leeftijd novice. Toen de Arianen weer terugkeerden, werd de bisschop gedwongen de stad te verlaten. Eerder adviseerde hij Fulgentius om naar een naburig klooster te gaan, dat werd gerund door een abt genaamd Felix. Toen de abt hiervan vernam, wilde hij onmiddellijk ontslag nemen en zijn post aan Fulgentius overdragen. Fulgentius weigerde echter, waardoor de twee gedurende zes jaar het beheer van het klooster deelden.

## Naar Sicilië en Rome
Als gevolg van een verwoestende inval door de Numidiërs, trokken de twee zich terug in Giffa, een stad in het binnenland van Afrika. Toen een Ariaanse priester hoorde waar ze waren, liet hij hen arresteren en mishandelen. De Ariaanse bisschop was ontstemd over de actie van de priester, zodat hij deze wilde laten straffen. Fulgentius weigerde echter omdat hij geen wraak wilde nemen.
Fulgentius ging vervolgens per schip naar Sicilië, waar de godvruchtige bisschop Eulalius in die tijd woonde en werkte. Hij werd vriendelijk door hem ontvangen. Hij besloot op Sicilië te blijven. Ondanks zijn lage inkomsten, zorgde hij vanaf dat moment voor de armen. Na enige tijd streefde Fulgentius ernaar, naar Rome te gaan. In het jaar 500 reisde Fulgentius naar Rome om de graven van de apostelen Petrus en Paulus te bezoeken. Precies in deze tijd deed Theodoric, koning van Italië, zijn eerste intocht in de stad.

## Terug naar Afrika
Kort na zijn verblijf in Rome keerde Fulgentius terug naar Afrika. Door de invasie van de Arianen waren veel bisschoppelijke posten in Noord-Afrika vacant geworden en het was de bedoeling ze te vullen met nieuwe, vrome mannen. Fulgentius zou ook zo'n ambt moeten bekleden; hij hield zichzelf echter verborgen tijdens de verkiezingsperiode en kwam pas weer tevoorschijn toen hij ervan overtuigd was dat hij was vergeten. Hij werd echter ontdekt en in het jaar 508 tegen zijn wil gekozen tot bisschop van Ruspe in Noord-Afrika. Ondanks zijn nieuwe functie zette hij zijn sobere leefwijze voort.

## Ballingschap naar Sardinië en reis naar Carthago
Toen hij bisschop was, werd hij door koning Thrasamund van de vandalen naar Sardinië verbannen, samen met een aantal andere bisschoppen. Gedurende deze tijd schreef hij verschillende brieven naar zijn vaderland om hun geloof te versterken. Toen de vandalenkoning hoorde dat Fulgentius de meest geleerde verdediger van het katholieke geloof was, liet hij hem naar Carthago ontbieden. De koning stuurde Fulgentius een pamflet met bezwaren tegen het geloof met het bevel een kort antwoord te geven. Fulgentius deed dit zo bondig dat Thrasamund hem toestond in Carthago te blijven. Met de grootste ijver en voorzichtigheid verzette Fulgentius zich nu tegen de valse leraren en versterkte het geloof van de inwoners. Woedend over deze actie, besloten ze dat Fulgentius opnieuw naar Sardinië zou worden verbannen. In het jaar 515, volgens andere bronnen in 520, werd Fulgentius opnieuw door Thrasamund naar Sardinië verbannen. In 523 kon hij eindelijk onder de nieuwe koning Hilderik, die katholiek was, terugkeren naar Ruspe waar hij door de bevolking werd verwelkomd.

## Terug naar Ruspe
Onmiddellijk na zijn aankomst hervatte Fulgentius zijn activiteiten als bisschop en loste de grieven op die tijdens zijn afwezigheid waren ontstaan. De uitoefening van zijn ambten putte echter zijn kracht uit. Hij realiseerde zich dat zijn leven spoedig zou eindigen en verhuisde naar een klooster op het nabijgelegen eiland Cenae. Op aandringen van zijn gemeenschap keerde hij echter terug naar Ruspe, waar hij ziek werd. Op 1 januari 533 overleed hij op de leeftijd van 65 jaar, volgens andere bronnen was hij 70 jaar. Hij werd begraven in de kerk in Ruspe. Zijn stoffelijk overschot bevindt zich in de Kathedraal van Bourges.